# Itinga
Itinga é um município brasileiro no interior do estado de Minas Gerais, Região Sudeste do país. Localiza-se no Vale do Jequitinhonha.
Com uma área de 1 649,622 km², encontra-se em uma região de relevos, onde é influenciada por um clima úmido e quente no verão, seco e frio no inverno.
No município se localiza uma das maiores jazidas de lítio do mundo, extraído e exportado pela Sigma Mineração. Também extrai e exporta variedades endêmicas de granito.

## Topônimo
"Itinga" é um termo de origem tupi que significa "água branca", através da junção dos termos  'y  ("água") e ting ("branco").

## História

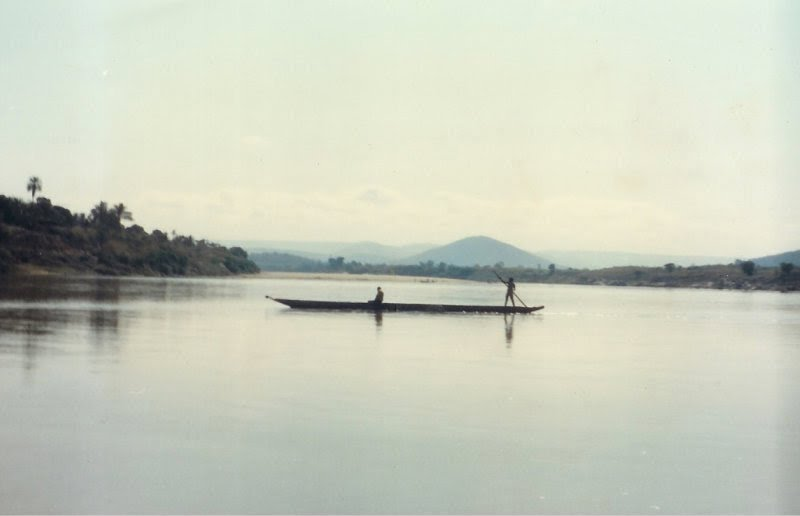
Travessia de canoa sobre o rio Jequitinhonha em Itinga

As terras onde hoje se encontra o município de Itinga foram habitadas pelos índios botocudos. Inscrições rupestres desses grupos são encontradas em cavernas existentes no município.
O primeiro explorador a desbravar o Vale do Jequitinhonha foi Francisco Bruza Espinosa em 1553, acompanhado do padre jesuíta João de Azpilcueta Navarro. A expedição chegou a Serra do Espinhaço. Outra expedição, a de Sebastião Fernandes Tourinho em 1573, partiu em busca de minerais, passando pelo rio Araçuaí. Nessa época, as terras onde hoje se encontra Itinga pertenciam a Minas Novas e faziam parte da capitania da Bahia.
Em 1735, são doadas sessões de sesmarias a família Murta, abrangendo as terras onde hoje é o município de Itinga.
Foi somente em 1810 a instalação da 7.ª Divisão Militar às margens do rio Jequitinhonha, sob o comando do alferes Julião Fernandes Leão. A partir de então, criaram vários quartéis militares, entre eles o da Água Branca, onde hoje se localiza Itinga.
Em 1825, o capitão Martiniano Antunes de Oliveira fixou residência no quartel da Água Branca, e, junto a ele, outros donos de terra deram início ao povoamento não-índio na área. Contribuíram para a criação de uma capela em 1842 e, posteriormente, da Igreja de Santo Antônio da Itinga. Com isso, muitas famílias instalaram-se naquele lugar, tornando-o um arraial, tendo sido, após alguns anos, elevado à freguesia e, posteriormente, se tornado uma vila pertencente ao então recém-criado município de Araçuaí em 1871.
A ocupação da área se intensificou propiciada pela sua localização, às margens do rio Jequitinhonha, onde havia intensa circulação das tropas do sertão. Tornou-se o ponto de encontro entre caneiros e tropeiros, tendo ali se estabelecido intenso comércio. A principal atividade era o cultivo de algodão.
Em 1880, construiu-se uma fábrica de tecidos para aproveitar a grande produção de algodão, a fábrica tornou-se a principal fonte de renda da vila, a única indústria têxtil dentro do que hoje corresponde ao médio Jequitinhonha e uma das mais importantes do norte e nordeste de Minas, mas foi desativada em 1928.
Em 1891, se tornou distrito de Araçuaí, com o nome de Itinga.
Em 31 de dezembro de 1943, Itinga se tornou município.

## Geografia
De acordo com a divisão regional vigente desde 2017, instituída pelo IBGE, o município pertence às Regiões Geográficas Intermediária de Teófilo Otoni e Imediata de Araçuaí. Até então, com a vigência das divisões em microrregiões e mesorregiões, fazia parte da microrregião de Araçuaí, que por sua vez estava incluída na mesorregião do Jequitinhonha.

### Clima
Seu clima é semi-árido com total pluviométrico anual é compreendido em  600mm em períodos  irregularmente ao longo do ano. As chuvas concentram-se no período de outubro a março, sendo o trimestre dezembro/fevereiro responsável por mais de 50% da chuva total. Com pouca variação, a temperatura média anual fica ao redor de 21 °C a 35 °C. O mês mais quente é fevereiro e o mais frio junho. A umidade relativa do ar varia de 60% e 80%.
Segundo dados da Companhia de Pesquisa de Recursos Minerais (CPRM), dos períodos de 1948 a 1967 e 1977 a 2022, o maior acumulado de chuva registrado em 24 horas em Itinga foi de 130,8 mm no dia 21 de dezembro de 1963. Outros grandes acumulados foram de 114,7 mm em 18 de outubro de 2013, 110,6 mm em 21 de dezembro de 1953 e 110 mm em 21 de janeiro de 1985.

### Hidrografia
- Rio Jequitinhonha, Rio Itinguinha, Ribeirão Piauí, Córrego Pasmado, Córrego Jenipapo, Córrego da Água Fria, Córrego dos Veados, Córrego Corrente, Córrego Teixeira e Córrego Teixeirinha.

### Rodovias
- BR-367

## Demografia
De acordo com o  censo realizado em 2022 sua população era de 13 745 habitantes.

### Religião
Na cidade, existem muitas manifestações religiosas presentes na cidade. Segundo o censo, há 12.476 católicos e 1.582 evangélicos.

## Distritos e povoados
O município tem 2 principais povoados, do Pasmadinho e da Ponte do Pasmado.
Há ainda os distritos de Jacaré e de Taquaral de Minas.
Há várias comunidades: Piauí, Humaitá, Laranjeiras, Córrego dos Veados, Teixeirinha 1 e 2, Campo Queimado, Itinguinha, Corrente. Água Fria, Capão, Gangorra, Campestre, São Bento, Olhos D'água, Santo Antonio das Pindobas, Jenipapo, Lagoa Escura, entre outros.

## Administração atual
- Prefeito: João Bosco Versiani Gusmão Cordeiro
- Vice-prefeita: Maria Silmaria Alves da Silva
- Presidente da câmara municipal: Manoel Aparecido Ramos Costa[17]

## Cultura
Terra do grande ceramista Ulisses Mendes, o cronista do vale do Jequitinhonha. O mestre retrata a vida do sertanejo no vale em suas obras de cerâmica que atualmente são reconhecidas em tudo mundo.
Suas terras são ricas em minério, setor atrativo de empresas que buscam granito. No povoado do Pasmadinho há a produção artesanal de artefatos de cerâmica, como panelas, potes, cofrinhos, entre outros artesanatos que são comercializados às margens da BR-367.
Itinga possui um dos subsolos mais ricos em minérios da região, além da produção de rochas ornamentais, a turmalina é a pedra preciosa que impulsiona o comércio de algumas comunidades do município, sendo que Taquaral, as margens da BR 367, com vários garimpos, destaca-se como principal ponto de comércio de pedras preciosas no município de Itinga.
O município também se destaca no cenário cultural por realizar o melhor carnaval do médio Jequitinhonha e ótimas festas religiosas que anualmente atrai muitos visitantes a cidade, sendo destaques a festa do padroeiro da cidade, Santo Antônio em 13 de junho, na sede, a festa de São Pedro nos dias finais do mês de junho em Taquaral e tradicional festa de Nossa Senhora D`Ajuda no bairro Porto Alegre, que se inicia no princípio de setembro e finalizar na data de 8 de setembro. Conhecida com festa de 7 de setembro, a festa de Nossa Senhora D`Ajuda é a principal festa de Itinga.

### Esportes
O esporte mais popular de Itinga é o futebol. Na cidade há vários clubes pequenos de futebol, se destacando o Itinga Sport Club, fundado em 1930, atualmente extinto, o Bodão Esporte Clube, o Meridional Futebol clube, o TFC (Taquaral Futsal Clube), Monte Castelo entre outros. Há também estádios e ginásios de futebol, o Ginásio Poliesportivo Amarildo de Menezes, o Estádio Carecão e muitos outros. Itinga também possui outros esportes, como o voleibol, o futsal.

## Filhos ilustres
- Hilton Chaves, ex-treinador e ex-futebolista
- Ulisses Mendes, artesão